# 미국 북부

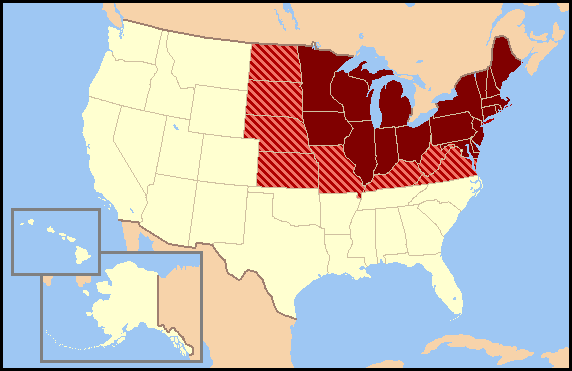
미국 북부

미국 북부(Northern United States)는 미국 북쪽에 있는 여러 주를 가리키는 말로, 보통 아메리칸 노스(American North)라고도 부르며, 미국 내에서는 더 노스(the North)라고 부르기도 한다.

## 같이 보기
- 북군